# Villa Aeroparque
Villa Aeroparque es un barrio de la ciudad General Liber Seregni, Departamento de Canelones en el sur de Uruguay. Está localizado sobre la Ruta 101, a 4.5km al noreste de la intersección de esta con la Ruta Interbalnearia y el Aeropuerto Internacional de Carrasco. Es parte de la zona metropolitana de Montevideo. La mayoría de las calles de la zona tienen nombres que hacen referencia a aerolíneas.

## Población
En 2011 Villa Aeroparque tenía una población de 4307.
| Año  | Población |
| ---- | --------- |
| 1975 | 865       |
| 1985 | 1,887     |
| 1996 | 3,414     |
| 2004 | 4,434     |
| 2011 | 100       |

Fuente: Instituto Nacional de Estadística de Uruguay